# Гней Корнелій Долабелла (консул 159 року до н. е.)
Гней Корне́лій Долабе́лла (лат. Gnaeus Cornelius Dolabella; близько 202 — після 150 року до н. е.) — римський державний діяч, консул Римської республіки в 159 році до н. е.
Гней Корнелій Долабелла — син Гнея Корнелія Долабелли, священного царя в 208-180 роках до н. е. , батько Гнея Корнелія Долабелли (близько 150 — 100 до н. е.) і дід Гнея Корнелія Долабелли, проконсула Кілікії в 80-79 роках до н. е. Син був убитий 10 грудня 100 року до н. е. при придушенні руху свого брата (можливо, єдиноутробного) Луція Аппулея Сатурніна, народного трибуна в 103 і 100 роках до н. е.
У 165 році до н. е. Гней Корнелій Долабелла — курульний еділ; спільно з колегою Секстом Юлієм Цезарем під час Мегалезійських ігор організував постановку п'єси «Свекруха» (лат. Hecyra) Публія Теренція Афра . П'єса була прийнята дуже холодно, в час 1-го і 2-го її яв народ волів залишити театр і дивитися канатних танцюристів та гладіаторів.
У 162 році до н. е. Гней Корнелій Долабелла — претор.
У 159 році до н. е. Гней Корнелій Долабелла — консул Римської республіки з колегою Марком Фульвієм Нобіліор . Під час свого консулату провели закон проти підкупу.
З 150 року до н. е. про подальшу долю Гнея Корнелія Долабелли згадок немає.